# Noccaea yunnanensis
Noccaea yunnanensis är en korsblommig växtart som först beskrevs av Adrien René Franchet, och fick sitt nu gällande namn av Al-shehbaz. Noccaea yunnanensis ingår i släktet backskärvfrön, och familjen korsblommiga växter. Inga underarter finns listade i Catalogue of Life.